# Програма кредитування ММСП в Україні
Програма кредитування ММСП в Україні  — проект міжнародної технічної допомоги, ініційований Європейським банком реконструкції та розвитку, що орієнтований на сприяння розвитку нових кредитних продуктів, у тому числі для фінансування підприємств у сільській місцевості та агробізнесу і збільшення обсягів фінансування мікро-, малих та середніх підприємств в Україні.

## Загальна інформація про Програму кредитування ММСП в Україні
Європейський банк реконструкції та розвитку (ЄБРР) продовжує активну підтримку фінансового сектору України шляхом реалізації Програми кредитування мікро-, малих та середніх підприємств (ММСП) обсягом 100 млн доларів США, розрахованої на існуючих та нових клієнтів — місцеві комерційні банки, які займаються кредитуванням ММСП.
Проект міжнародної технічної допомоги «Програма кредитування ММСП в Україні» (далі Програма) був започаткований Європейським банком реконструкції та розвитку у грудні 2011 р. та має на меті підтримку зусиль ЄБРР, спрямованих на відновлення та масове запровадження кредитування ММСП через партнерські фінансові установи ЄБРР в Україні.
Надання цільової технічної допомоги, спрямованої на підвищення ефективності фінансування ММСП банками-партнерами Програми, покликане пом'якшити вплив фінансово-економічної кризи на ризик-апетит та умови кредитування фінансовими установами сектору ММСП в Україні.

### Цілі Програми
Програма має сприяти відновленню кредитування реального сектору економіки шляхом збільшення обсягів фінансування ММСП та розвитку нових кредитних продуктів, у тому числі для фінансування підприємств у сільській місцевості та агробізнесу.
Таким чином, цілі Програми мають потрійну складову: (1) підтримка відновлення кредитування ММСП, у тому числі підприємств у сільській місцевості та агробізнесу (2) розробка та/або покращення технології кредитування ММСП та управління ризиками в банках-партнерах, та (3) запровадження відновлювальних заходів, спрямованих на покращення якості активів банків-партнерів, зокрема, шляхом зменшення рівня простроченої заборгованості в кредитному портфелі банку.

### Цільові групи та напрямки діяльності Програми
Цільовими групами Програми є, з одного боку, мікро-, малі та середні підприємства України (в тому числі за напрямком агробізнесу), а з іншого — українські комерційні банки, які зацікавлені в отриманні систематичної технічної допомоги, метою якої є навчання та підтримка цих банків у процесі кредитування мікро-, малого та середнього бізнесу.
У найближчі плани Програми входить залучення до проекту нових банків-партнерів та збільшення кількості точок надання кредитів сегменту ММСП. Протягом періоду реалізації Програми передбачається проведення конференцій, круглих столів, фокус-груп, тощо для представників фінансово-банківського сектору України та малого бізнесу. Основною метою цих заходів буде інформування громадськості про стан та тенденції розвитку сектору ММСП в Україні, обговорення можливих шляхів сприяння підприємництву з боку фінансових установ, підвищення рівня фінансової грамотності представників ММСП та допомога у встановленні тіснішого співробітництва між бізнесом та банківськими установами-однодумцями.

### Виконавці Програми
Компанією-виконавцем Програми є консалтингова фірма «IPC — Internationale Projekt Consult GmbH», що здійснює реалізацію та менеджмент проекту. Впровадження технічної допомоги за проектом також здійснюється консалтинговою фірмою IPC GmbH спільно з приватною бізнес-школою Frankfurt School of Finance and Management.

### Очікуваний вплив Програми на перехідні процеси і економіці України
Вплив Програми на перехідні процеси в економіці буде забезпечений через підтримку мікро-, малих та середніх підприємств, які не отримують достатнього фінансування у період економічного відновлення в Україні. У контексті цих перехідних процесів передбачається досягнення наступних цілей:
1. Сприяння відновленню кредитування ММСП та розширенню ринку. Передбачається, що проект допоможе збільшити попит на внутрішньому ринку, оскільки покращить доступ ММСП до фінансування. У рамках Програми місцевим банкам буде надано допомогу у відновленні кредитних операцій та довгострокового фінансування приватного сектору.
2. Реалізація Програми сприятиме покращенню навичок та знань місцевих банків у сфері фінансування ММСП, ширшій інтеграції фінансування ММСП в операційну структуру банків, а також покращенню функцій корпоративного управління, управління ризиками та внутрішнього контролю.
3. Реалізація Програми сприятиме розширенню асортименту продуктів, які пропонуються ММСП як суб-позичальникам, у тому числі у сфері кредитування агробізнесу, що полегшить доступ приватних сільськогосподарських підприємств до фінансування.

## Історична довідка
Історія існування Програми мікрокредитування в Україні почалася у 1997 році. Програма мікрокредитування є продуктом спільних зусиль Європейського банку реконструкції та розвитку (ЄБРР) та Німецько-Українського Фонду за підтримки KfW — Кредитної Установи для Відбудови (Німеччина) в рамках Програми Уряду ФРН «TPANSFORM» та EU — Європейського Співтовариства.

## Етапи розвитку
I етап (1997–2006 рр.) — Створення організаційних структур в банках-партнерах. На цьому етапі розвитку Програми основним завданням було впровадження технології і створення ефективно функціонуючих відділів мікрокредитування в банках-партнерах шляхом консультування та навчання персоналу.
II етап, 1 частина (2006–2008 рр.) — Розвиток агрокредитування та регіональна експансія. Основним завданням даного етапу було забезпечити доступ до кредитних ресурсів банків підприємцям та підприємствам, які працюють у віддалених районах, а також сприяння в посиленні конкуренції в їх залученні.
II етап, 2 частина (2009–2011 рр.) — Антикризові заходи. Важливою складовою даного етапу було створення сприятливих умов для сегменту мікро-, малого та середнього бізнесу, які дозволили б впевнено розрахуватися з банком, а також розвивати свій бізнес.
III етап (2011–2014 рр.) — Відновлення кредитування реального сектору економіки шляхом збільшення обсягів фінансування ММСП та розвитку нових кредитних продуктів, у тому числі для фінансування підприємств у сільській місцевості та агробізнесу.

## Досягнення
На сьогоднішній день Програма працює майже в усіх регіонах України. Досягнення минулих років є міцною основою для подальшого розвитку діяльності з кредитування ММСП в регіонах України, що покликана забезпечити мікро-, малі та середні підприємства України тривалим і надійним джерелом фінансування.
За весь час свого існування Програмою видано більш ніж 600 тисяч кредитів на суму близько 4,6 млрд доларів США. В тренінгах, проведених консультантами, взяло участь більше 4,5 тисяч банківських спеціалістів різних рівнів та напрямків професійної діяльності.
Завдяки нашому амбіційному характеру, нашим умінням та наполегливості, Програма кредитування ММСП в Україні у кожному окремому проекті реалізує СТРАТЕГІЮ НА ДОСЯГНЕННЯ УСПІХІВ.
За високий рівень професіоналізму і внесок в розвиток мікро-, малого і середнього бізнесу в Україні команду консультантів Програми неодноразово відзначали нагородами, дипломами і почесними званнями банківські структури, незалежні організації та клієнти бізнесу.

## Донори
EBRD — Європейський банк реконструкції і розвитку
Інвестиційний фонд сусідства (NIF) Європейського Союзу
Данський фонд технічного співробітництва фінансових послуг в сільській місцевості

## Партнери
1. АГРО-ЛЬВІВ[5]
2. НЦПБПУ[6]
3. СПМСППУ[7]
4. УФПП[8]
5. Проект USAID АгроІнвест[9]